# Leptocheirus spinicoxa
Leptocheirus spinicoxa is een vlokreeftensoort uit de familie van de Corophiidae. De wetenschappelijke naam van de soort is voor het eerst geldig gepubliceerd in 2003 door Valério-Berardo & Wakabara.